# Veitsbronn
Veitsbronn è un comune tedesco di 6 803 abitanti, situato nel land della Baviera.

## Amministrazione

### Gemellaggi
- Sovicille